# Jacques de Fromont
Pour les articles homonymes, voir Fromont (homonymie).
Jacques de Fromont, né en 1895 à Alençon, mort en 1979, est un officier et navigateur français, capitaine au long cours, inspecteur général de la Compagnie générale transatlantique et écrivain.

## Biographie
Jacques Eugène Albert Marie Joseph de Fromont de Bouaille, usuellement Jacques de Fromont, est né à Alençon dans le département de l'Orne, en France, le 22 avril 1895. Il effectue ses études au collège Saint-François-de-Sales de cette ville.

### Débuts maritimes; première Guerre mondiale

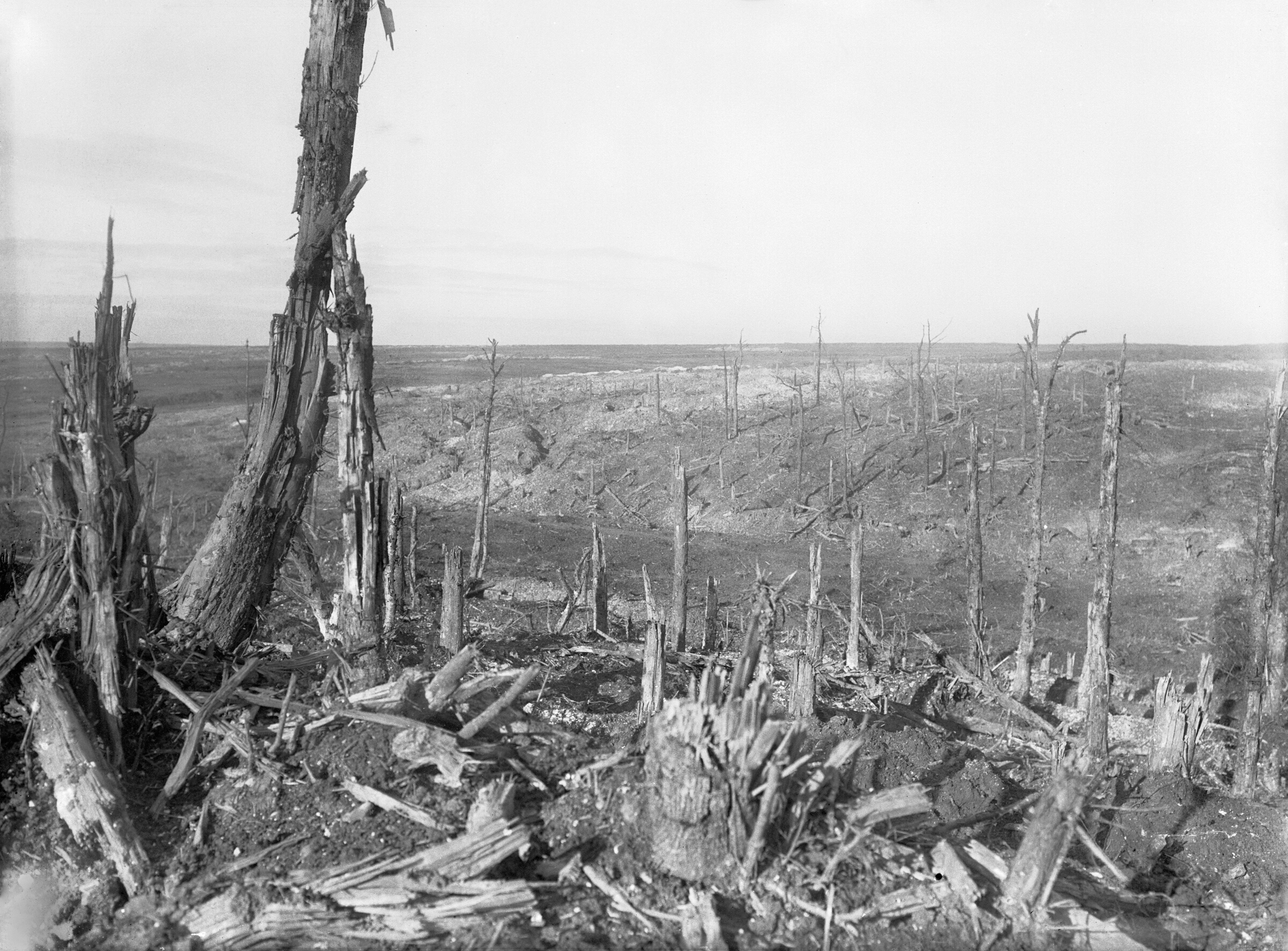
Bataille de la Somme : le champ de bataille.

Il est reçu aux écoles d'hydrographie. À sa sortie, il part en 1912 à bord d'un voilier pour les Antilles, et l'année suivante rejoint l'Indochine.
Après le début de la Première Guerre mondiale, il rentre en France pour s'engager en 1915 pour la durée de la guerre, dans l'armée de terre. Il participe à la Bataille de Verdun en 1916, puis est gravement blessé lors de la bataille de la Somme,. Il reçoit la Croix de guerre, et est démobilisé en 1919.

### Capitaine au long cours

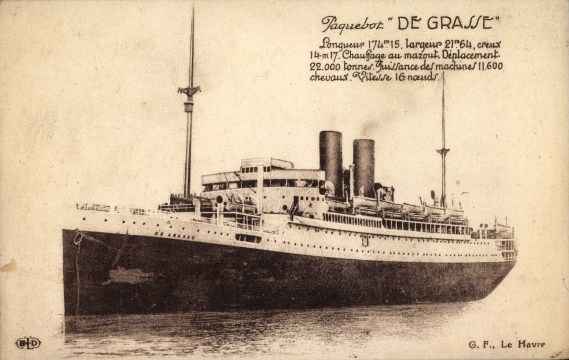
Le de Grasse, qu'il commande en second en 1937.

Jacques de Fromont entre en 1919 à la Compagnie générale transatlantique. Il y devient capitaine au long cours. En 1936, il reçoit la responsabilité du secteur des Trois Guyanes. Il commande en second le paquebot De Grasse en 1937, puis le Champlain. Il commande le Saint-Laurent du Maroni en 1938-1939. Il ne peut participer au début de la Seconde Guerre mondiale, mais commande ensuite un navire transporteur de troupes en Afrique, puis rentre en France en 1945.
Après la guerre, il supervise les travaux d'un cargo mixte qu'il mène en Guyane. Il commande en 1948 le paquebot Marrakech puis le cargo mixte San Mateo sur la ligne du Havre aux Antilles, et inaugure les croisières aux Açores et aux Grenadines. Retraité une première fois en 1950, il reprend du service comme inspecteur général de la compagnie, jusqu'en 1955.

### Roman, voyages, conférences
Il a publié en 1934 un roman, Les Mutilés, qui obtient « un certain succès » et est plusieurs fois réédité. Il fait l'objet de critiques et recensions dans plusieurs revues. Juon Charpentier, pour le Mercure de France, se demande si l'auteur, Jacques de Fromont, est un homme ou une femme. Il écrit que l'auteur a des réflexions pétillantes, mais « qu'il – ou elle – confond son cœur avec ses préjugés ». L'intrigue porte sur un blessé de guerre, qu'une infirmière épouse, « confondant amour et pitié », avant de se détacher de lui et de mourir « presque volontairement ». J. Charpentier y trouve « des scènes heureuses, avec un peu trop d'esprit d'auteur ». En 1946, la revue Europe signale que l'ouvrage Bain de lumière de Georges Gauthier reprend les mêmes personnages et la même intrigue que Les Mutilés, changeant seulement le titre et les décors.
Après sa retraite, Jacques de Fromont voyage en Europe, au Canada, en Inde, aux Antilles, à Hong Kong, au Japon. Il écrit des articles et donne des conférences.
Il est ensuite juge consulaire et préside plusieurs associations. Il a épousé en 1922 Simone Labbé, petite-fille d'Arthur Gonse ; il est le père de deux enfants, Yves et Gaëlle.
Il est mort le 12 juillet 1979 près de Tarragone, en Espagne.

## Œuvres
- Les Mutilés, Paris, Éditions du Siècle, 1934 (5 éditions), 248 pages (OCLC 560899556)[5],[7].

## Principales distinctions
- Croix de guerre 1914-1918.
- Chevalier de l'ordre du Mérite maritime

## Hommages
- Le stade de Fromont, à Noyelles-sur-Mer, porte son nom.